# Municipalità locale di Masilonyana
Masilonyana è una municipalità locale (in inglese Masilonyana Local Municipality) appartenente alla municipalità distrettuale di Lejweleputswa della provincia di Free State in Sudafrica. 
In base al censimento del 2001 la sua popolazione è di 64.411 abitanti.
La sede amministrativa e legislativa è la città di Theunissen e il suo territorio si estende su una superficie di 6.796 km² ed è suddiviso in 10 circoscrizioni elettorali (wards). Il suo codice di distretto è FS181.

## Geografia fisica

### Confini
La municipalità locale di Masilonyana confina a nord con quella di Matjhabeng,a est con quella di Setsoto (Thabo Mofutsanyane), a sud con quelle di Mantsopa e Mangaung (Motheo) e a ovest con quelle di Tokologo (Lejweleputswa) e Tswelopele.

### Città e comuni
- Beatrix Mine
- Boipatong
- Brandfort
- Fora
- Ikgomotseng
- Joel Mine
- Lusaka
- Majwemasweu
- Makeleketla
- Masilo
- Star Diamond Mine
- Theunissen
- Tshepong
- Verkeerdevlei
- Winburg

### Fiumi
- Bosluisspruit
- Bossiespruit
- Doring
- Doringspruit
- Grootspruit
- Hamelspruit
- Keeromspruit
- Klein - Osspruit
- Klein – Vet
- Laaispruit
- Leeuspruit
- Maselspruit
- Merriespruit
- Modder
- Osspruit
- Palmietkuilspruit
- Rietspruit
- Sandspruit
- Schoemanspruit
- Soutspruit
- Taaibosspruit
- Vendusiespruit
- Vet

### Dighe
- Erfenis Dam
- Krugersdrifdam
- Mushroom Valley Dam
- Soutpan